# 七尾エレナ
七尾 エレナ（ななお えれな、1989年（平成1年）10月30日 - ）は、日本の実業家。株式会社プリンシパルの代表取締役。
会社経営の傍ら、女性ファッション誌の読者モデルや、美容機器メーカーのイメージモデルとして活動する。

## 略歴
1989年、フランス パリに生まれる。5歳の時に北海道札幌市に移り住む。
幼少期からクラシックバレエに打ち込みバレリーナを目指すが、バレエだけで食べていける人は一握りだという現実を知り、バレリーナの夢を諦める。
両親が共に自営業という環境で育った経験から、自然と起業やビジネスに興味を持つ。
北海学園大学卒業後はビジネスの基礎であるマーケティングを学びたいという考えから株式会社マクロミルに新卒入社をするが、1年半勤めた後、スマートフォンアプリなどを手掛けるIT企業に雇われ社長として就任し、1年間の任期を全うする。
2015年に女性マーケティングを手がける株式会社プリンシパルを設立し、代表取締役に就任。
会社経営を行う傍ら、女性ファッション誌の読者モデルとして活動。
2018年には美容機器メーカーbeluluのイメージモデルに就任し、広告モデルや女性ファッション誌への出演など幅広く活動する。

## メディア出演

### バラエティ番組
- 会心の一撃！ズキュンワード（2015年、フジテレビ）
- 好きか嫌いか言う時間（2016年、TBS）
- 原宿AbemaNews（2016年、AbemaTV）
- 池上彰vsニッポンの社長100人大集結！SP（2018年、BSテレ東）

### 雑誌
- MORE（2014年5月号、集英社）噂の美女のワケあり「ビューティ」をのぞき見！
- Hanako（2015年2月26日号、マガジンハウス）
- ROLA（2015年9月号、新潮社）
- Men's JOKER（2016年1月号、KKベストセラーズ）
- GLITTER（2018年4月号、トランスメディア）稼ぐ働きウーマン10人のファイル
- Oggi（2018年5月号、小学館）
- CLASSY.（2018年〜2019年、光文社）
- FRIDAY(フライデー)（2019年1月18日号、講談社）お正月特別企画 今年ブレイクするのはこんな人！
- GOETHE（2019年10月号、幻冬舎）女性起業家の圧倒的突破力
- Safari（2019年〜2020年、日之出出版）
- andGIRL（2018年〜2020年、エムオン・エンタテインメント）スーパーメイツ所属

### 取材記事
- 東京カレンダー「上京女子ストーリーVol1 東京には、煌めくほどのチャンスがある。自分さえ、オープンでいれば。」
- Cosmopolitan Japan「ミレニアル世代の起業家ファイル」
- 東京カレンダー「東京ゴルフ女子Vol.2 ニーハイから覗く、まぶしい美脚！ゴルフの英才教育を受けた美人経営者が語る、その魅力」
- FRIDAYデジタル 「女性起業家・七尾エレナ29歳　5期目を迎えたモデル兼社長の野望」
- GOETHEweb「女性の声をカタチに！ マーケティング会社･プリンシパル七尾エレナ」

## 活動
- NEC パーソナルコンピュータ 2016年春モデル発表会 ゲスト出演（2016年1月）
- 美容機器メーカー belulu イメージモデル（2018年〜2020年）